# 阿納托利·普柳什科
阿納托利·迪米特羅維奇·普柳什科（羅馬化：Anatoliy Dmitrovych Pliushko、1938年8月23日—），烏克蘭外交官，為1991年該國脫離蘇聯獨立以來的第一任駐中華人民共和國大使，當1993年12月4日舉行烏克蘭駐華大使館開館典禮之後，普柳什科遂自該年起駐華，直至1998年任期屆滿為止。

## 略歷
普柳什科於1938年8月23日出生在赫爾松州大亞歷山德里夫卡區的新波爾塔夫卡，1961年起自莫斯科國立大學的東方語言學院畢業。
- 1961年－1966年：漢語教師
- 1973年－1966年：外交部專員、二等秘書
- 1973年－1979年：聯合國秘書處助理禮賓主任
- 1979年－1984年：蘇聯外交部人事管理勤務、蘇聯駐聯合國大會代表團團員[2]
- 1991年－1992年：烏克蘭外交部雙邊關係副主任
- 1993年1月－1998年8月22日[3]：烏克蘭駐華特命全權大使

## 外部連結
- Посольство України в Китаї. З історії посольства
- Умеющие «открывать сердца» （页面存档备份，存于）

| 外交職務        | 外交職務                      | 外交職務        |
| --------------- | ----------------------------- | --------------- |
| 前任： （首任） | 烏克蘭駐華大使 1993年－1998年 | 繼任： 蘇丹斯基 |